# Ектазій
Ектазій (від дав.-гр. ἔκτασις — «розширення») — другий геологічний період мезопротерозойської ери. Почався 1400 млн років тому, закінчився 1200 млн років тому. Тривав, таким чином, 200 млн років. Проведення цих меж не засноване на стратиграфії.
Період назвали так, тому що тоді продовжувалося велике осадконакопичення і розширення осадкових чохлів.
У породах віком 1200 мільйонів років із канадського острова Сомерсет були виявлені рештки червоних водоростей — найдревніших відомих багатоклітинних організмів.